# Osterburg (Altmark)
Die Hansestadt Osterburg (Altmark) ist eine Stadt im Landkreis Stendal in der Altmark in Sachsen-Anhalt.

## Geographie

### Lage
Die Stadt Osterburg liegt 25 Kilometer nördlich von Stendal am Zusammenfluss der Biese und Uchte.

### Stadtgliederung
Die Stadt Osterburg ist eine Einheitsgemeinde, die aus 11 Ortschaften, 31 Ortsteilen und 19 Wohnplätzen besteht.
- Osterburg
  - Osterburg mit den Wohnplätzen
    - Billerbeck
    - Kalandshofen
    - Schilddorf
    - Stadtrandsiedlung
    - Tornowshof

  - Dobbrun
  - Krumke
  - Zedau
- Ballerstedt
  - Ballerstedt
  - Klein Ballerstedt
- Düsedau
  - Düsedau
  - Calberwisch
- Erxleben
  - Erxleben mit Wohnplatz Möckern
  - Polkau
- Flessau
  - Flessau
  - Natterheide
  - Rönnebeck
  - Storbeck
  - Wollenrade
- Gladigau
  - Gladigau
  - Orpensdorf
  - Schmersau
- Königsmark
  - Königsmark mit Wohnplatz Packebusch
  - Rengerslage
  - Wasmerslage
  - Wolterslage mit den Wohnplätzen Blankensee und Rethhausen
- Krevese
  - Krevese
  - Dequede
  - Polkern
  - Röthenberg
- Meseberg
  - Meseberg mit den Wohnplätzen Berken, Lindenhof, Kattwinkel, Maierbusch, Ottos Hof 1, Ottos Hof 2 und Wenddorf
- Rossau
  - Rossau mit den Wohnplätzen Groß Rossau, Klein Rossau und Geldberg
  - Schliecksdorf
- Walsleben
  - Walsleben
  - Uchtenhagen

## Geschichte

### Mittelalter bis Neuzeit

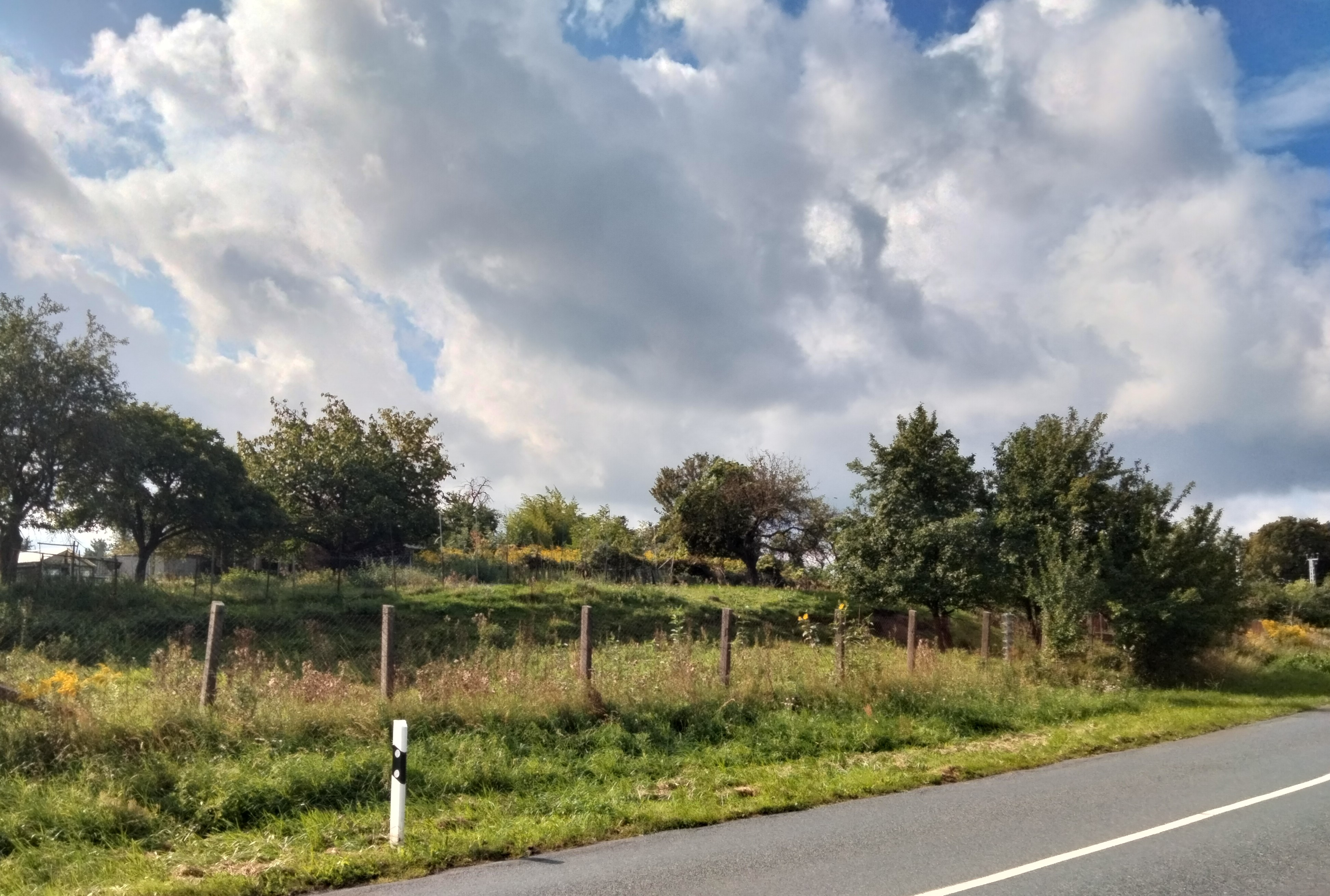
Burgwall

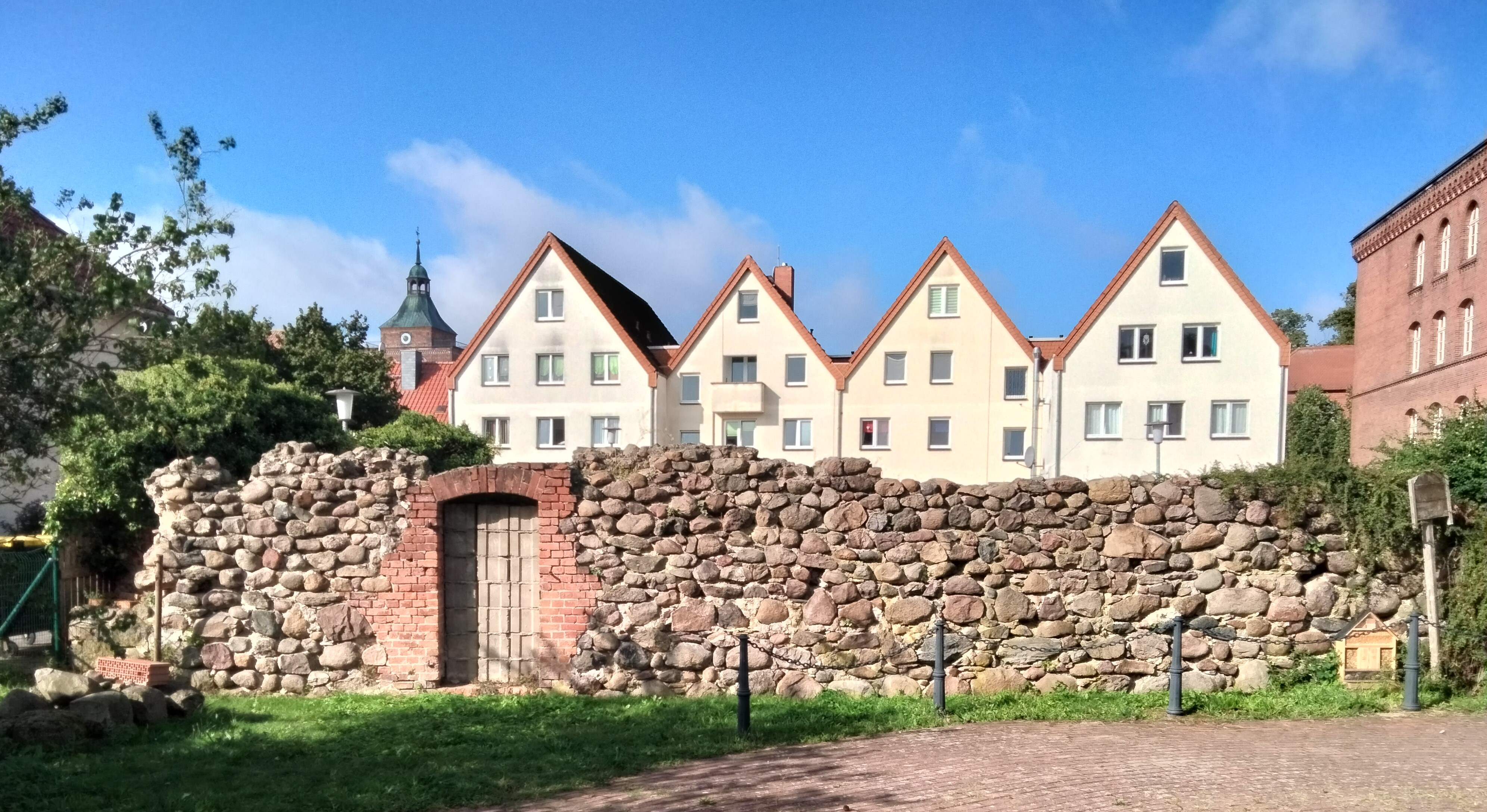
Stadtmauer

Bronzezeitliche Spuren finden sich im Depot von Osterburg.
Osterburg entstand im 12. Jahrhundert als Siedlung an der heutigen Breiten Straße. Die erste urkundliche Erwähnung Osterburgs als eine Burg am Fluss Biese stammt aus dem Jahre 1157 durch Albrecht den Bären. In einer zu Werben an der Elbe am 3. Oktober dieses Jahres ausgestellten Urkunde Albrechts, in der er sich erstmals selbst als Markgraf von Brandenburg bezeichnet, erscheint ein Graf Werner von Osterburg unter den Zeugen. Albrechts Schwester Adelheid hatte Werner aus dem schwäbischen Geschlecht der Edelherren von Veltheim nach dem Tode ihres ersten Gemahls, des 1128 verstorbenen Grafen Heinrich von Stade, Markgrafen der Nordmark, geheiratet. 1170 gründet Graf Albrecht von Osterburg in Krevese das Benediktinerinnen-Kloster. Im Jahre 1188 erfolgt die Weihe der Osterburger Nicolaikirche. 1208  wird Osterburg urkundlich als „oppidum (Stadt)“ genannt und besitzt damit Stadtrechte. Der letzte Osterburger Graf aus dem Geschlecht der Veltheimer war der um 1238 gestorbene Siegfried von Osterburg. Im 13. Jahrhundert gelangte die Stadt in den Besitz der Markgrafen von Brandenburg. In der Zeit von 1436 bis 1488 gehörte Osterburg der Hanse an, und im Spätmittelalter zählte die Stadt rund 1 500 Einwohner. Um 1580 bestand Osterburg aus rund 300 Häusern. Der Verlauf der mittelalterlichen Stadtmauer und Wallanlagen, die zu Beginn des 19. Jahrhunderts abgetragen wurden, ist noch durch den Verlauf von Bergstraße, Werbener Straße, Blumenstraße und Promenade erkennbar. Osterburg hatte drei Stadttore: Am nördlichen Ende der Breiten Straße stand das Seehäuser Tor, am südlichen Ende das Stendaler Tor, und am Ende der Werbener Straße befand sich das Alte-Stadt-Tor.
Während des Dreißigjährigen Krieges wurde die Stadt mehrfach geplündert, 1626–1628 von der Pest heimgesucht (624 Todesfälle), 1631 von einer Feuersbrunst, bei der neben 222 Wohnhäusern auch das Rathaus abbrannte, betroffen, und im Jahre 1644 verwüstet. 1648 lebten nur noch 44 Familien in der Stadt. Das Rathaus wurde erst 1681 wieder aufgebaut. Im Jahre 1761 brannten zwei Drittel der Stadt nieder, und das Feuer wütete auch im Innern der Nicolaikirche.
Osterburg wurde im Jahre 1816 zur Kreisstadt des Landkreises Osterburg. 1820 zählte man 1 620 Einwohner in 256 Wohnhäusern, und 1840 2 238 Einwohner in 287 Häusern. 1849 erfolgte der Anschluss an die Eisenbahn von Magdeburg nach Hamburg, etwa zur gleichen Zeit wurde Osterburg durch Chausseen mit Stendal, Wittenberge und Bismark (Altmark) verbunden. Ungefähr ab 1860 wurde Osterburg systematisch nach Süden hin mit geraden Straßen erweitert. Verschiedene repräsentative Gebäude im neogotischen Stil wurden in dem neuen Stadtviertel errichtet, z. B. 1861 das Hospital St. Georg, 1868 eine Oberschule für Jungen, 1871 eine Höhere Töchterschule, 1889 das Postamt, 1895 ein repräsentatives Hotel an der Bahnhofstraße. Die Grünanlage Wilhelmshain wurde bereits 1875–76 angelegt. Das heutige Bahnhofsgebäude wurde 1901–1902 erbaut. Ungefähr auf halber Strecke zwischen Bahnhof und Altstadt wurde der Schillerplatz angelegt, auf dem 1908 ein Denkmal für Friedrich Schiller errichtet wurde. Bis 1994 war Osterburg Kreisstadt. Von 1952 bis 1990 als Kreisstadt des DDR-Kreises Osterburg und bis 1994 als Kreisstadt des Landkreises Osterburg im neu gegründeten Sachsen-Anhalt. Mit Eintritt der Kreisreform in Sachsen-Anhalt 1994 wurde der Kreis in den Landkreis Stendal (und teilweise in den Altmarkkreis Salzwedel) eingegliedert, wodurch Osterburg seinen Status als Kreisstadt verlor.
In der Stadt entstanden Betriebe der verarbeitenden Industrie für die Produkte der altmärkischen Landwirtschaft. Aber auch Blechwaren wurden hier produziert. 1929 begründete August Huchel den Ruf Osterburgs als Spargelstadt, als er die Deutsche Spargelhochzuchtgesellschaft gründete. Während der Zeit der Deutschen Demokratischen Republik waren jeweils eine Zweigstelle der Rathenower Optischen Werke und der Schuhfabrik Roter Stern Burg ansässig, die vor allem vielen hunderten Frauen Arbeit gaben. Mit dem Ende der DDR war das Schicksal dieser Betriebe besiegelt.
Vom 1. bis 3. Juni 2007 feierte die Stadt Osterburg ihr 850-jähriges Bestehen als Gastgeber des 11. Sachsen-Anhalt-Tages.
Seit dem 1. Juni 2008 führt die Stadt den Namen Hansestadt Osterburg (Altmark).

### Eingemeindungen
Am 1. Februar 1974 wurde die Gemeinde Krumke (mit dem Ortsteil Zedau) und am 15. Oktober 1993 wurde die Gemeinde Dobbrun in Osterburg eingemeindet.
Durch einen Gebietsänderungsvertrag beschlossen die Gemeinderäte der Gemeinden Ballerstedt, Düsedau, Erxleben, Flessau, Gladigau, Königsmark, Krevese, Meseberg, Rossau, Walsleben und der Hansestadt Osterburg (Altmark), dass ihre Gemeinden aufgelöst und zu einer neuen Einheitsgemeinde mit dem Namen Hansestadt Osterburg (Altmark) vereinigt werden. Dieser Vertrag wurde vom Landkreis als unterer Kommunalaufsichtsbehörde genehmigt und trat am 1. Juli 2009 in Kraft.
Nach Umsetzung des Gebietsänderungsvertrages der bisher selbstständigen Stadt Osterburg (Altmark) wurden Osterburg, Dobbrun, Krumke und Zedau Ortsteile der neuen Hansestadt Osterburg (Altmark). Für die eingeflossene Gemeinde wurde die Ortschaftsverfassung nach den §§ 86 ff. der Gemeindeordnung Sachsen-Anhalt eingeführt. Die aufgenommene Stadt Osterburg (Altmark) und die künftigen Ortsteile Osterburg, Dobbrun, Krumke und Zedau wurden zur Ortschaft der neuen Hansestadt Osterburg (Altmark). In der eingeflossenen Gemeinde und nunmehrigen Ortschaft Osterburg wurde ein Ortschaftsrat mit neun Mitgliedern einschließlich Ortsbürgermeister gebildet.

## Bevölkerung

### Stadt (Einheitsgemeinde)
| Jahr | Einwohner |
| ---- | --------- |
| 2010 | 11.016    |
| 2015 | 10.076    |
| 2020 | 9.617     |

| Jahr | Einwohner |
| ---- | --------- |
| 2021 | 9.500     |
| 2022 | 9.520     |
| 2023 | 9.364     |
| 2024 | 9.371     |

Stand: 31. Dezember des jeweiligen Jahres (Angaben des Statistischen Landesamtes Sachsen-Anhalt), ab 2011 auf Basis des Zensus 2011, ab 2022 auf Basis des Zensus 2022

### Stadt und Ortsteil Osterburg (Kernstadt)
| Jahr | Einwohner |
| ---- | --------- |
| 1579 | [00]1.500 |
| 1722 | [00]0749  |
| 1730 | 0982      |
| 1740 | 0993      |
| 1750 | 0995      |
| 1770 | 1.041     |
| 1780 | [00]1.431 |
| 1790 | [00]1.312 |
| 1800 | [00]1.365 |
| 1818 | 1.691     |

| Jahr | Einwohner |
| ---- | --------- |
| 1848 | 2.285     |
| 1864 | 3.257     |
| 1871 | 3.512     |
| 1885 | 4.261     |
| 1895 | 4.540     |
| 1905 | 5.065     |
| 1925 | 5.340     |
| 1946 | 6.893     |
| 1964 | 7.297     |
| 1971 | 8.250     |
| 1981 | 8.769     |

| Jahr | Einwohner  |
| ---- | ---------- |
| 1993 | 09.370     |
| 2004 | [00]07.196 |
| 2006 | 06.964     |
| 2008 | [00]06.643 |
| 2012 | [00]06.041 |
| 2018 | [00]05.772 |
| 2020 | [00]05.721 |
| 2021 | [00]05.650 |
| 2022 | [00]05.784 |
| 2023 | [00]05.691 |

Quelle, wenn nicht angegeben, bis 2006:

## Religionen

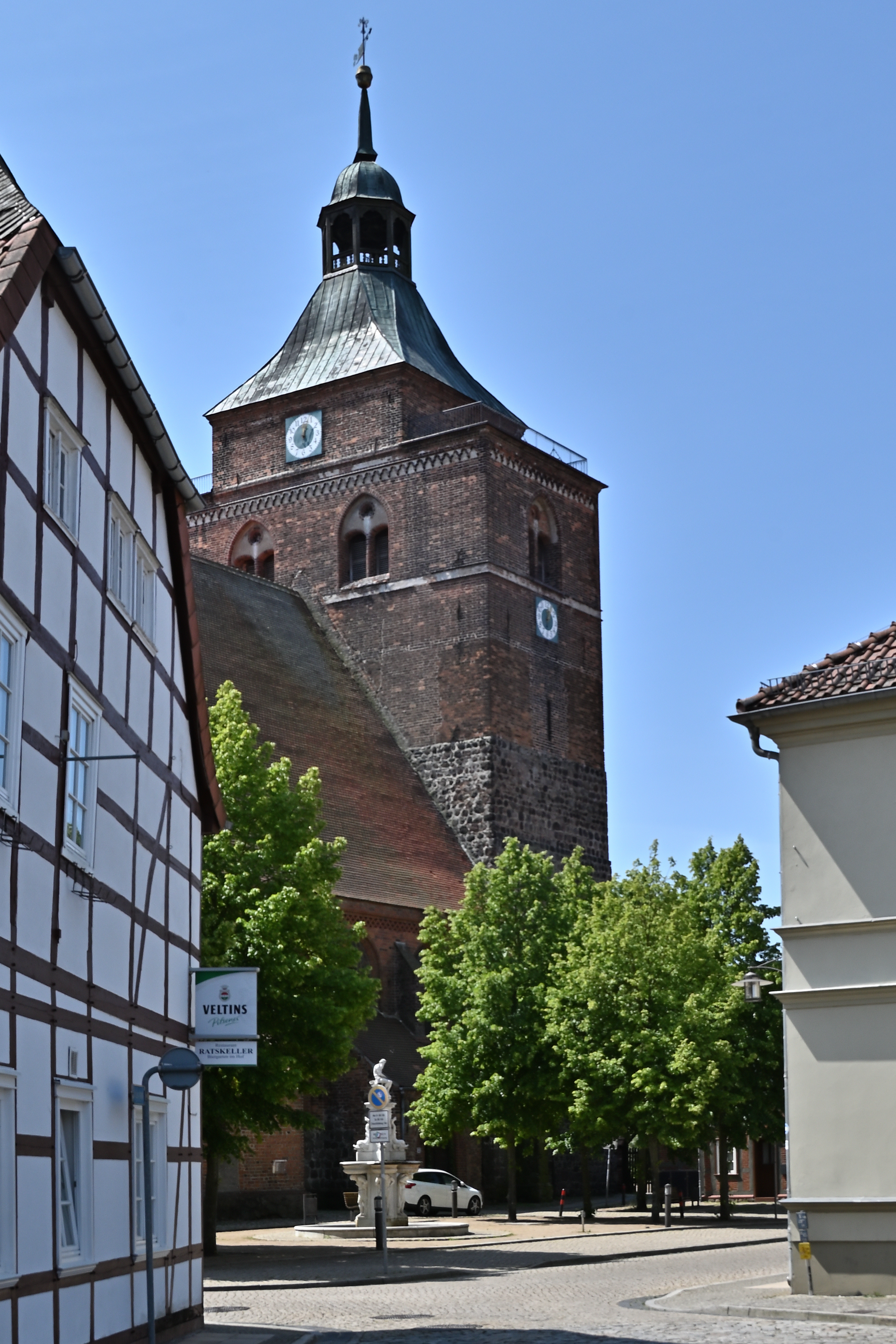
St.-Nicolai-Kirche

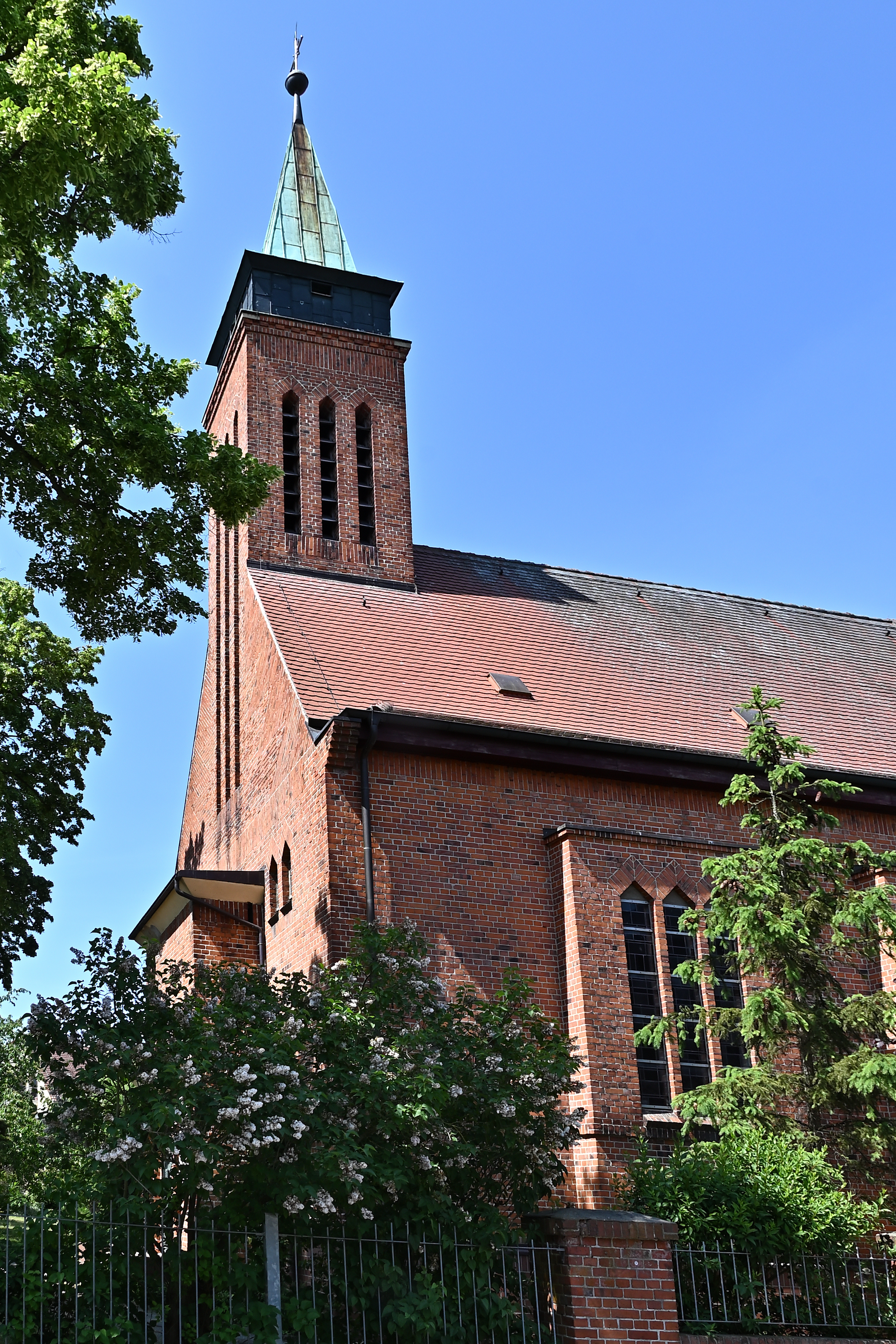
Katholische Kirche Osterburg

Die Volkszählung in der Europäischen Union 2011 zeigte, dass von den Einwohnern der Hansestadt Osterburg (Altmark) rund 23 % der evangelischen und rund 3 % der katholischen Kirche angehörten.
Die evangelische Kirchengemeinde wird betreut vom Pfarrbereich Osterburg im Kirchenkreis Stendal im Bischofssprengel Magdeburg der Evangelischen Kirche in Mitteldeutschland.
Die katholische Kirchengemeinde gehört zur Pfarrei St. Anna mit Sitz in Stendal.
Ein Gebäude der neuapostolischen Kirche befindet sich seit 1973 in der Melkerstraße 16. Im Jahr 1978 erhielt die Kirche durch die Orgelbauerwerkstatt Rudolf Böhm ein neues Instrument mit siebzehn Registern, zwei Manualen und Pedal.

## Politik

### Stadtrat
Der Stadtrat von Osterburg besteht aus 20 Mitgliedern und dem Bürgermeister. Die Kommunalwahl am 9. Juni 2024 führte bei einer Wahlbeteiligung von 63,5 % zu folgendem Ergebnis:
| Partei / Wählergruppe      | Stimmenanteil 2019 | Sitze 2019 |        | Stimmenanteil 2024 | Sitze 2024 |
| -------------------------- | ------------------ | ---------- | ------ | ------------------ | ---------- |
| Freie Stadträte            | –                  | –          | 30,2 % | 6                  |            |
| AfD                        | 11,1 %             | 2          | 25,9 % | 5                  |            |
| CDU                        | 35,3 %             | 7          | 20,4 % | 4                  |            |
| Die Linke                  | 25,4 %             | 5          | 10,7 % | 2                  |            |
| SPD                        | 08,4 %             | 2          | 06,5 % | 1                  |            |
| Bündnis 90/Die Grünen      | 04,6 %             | 1          | 03,9 % | 1                  |            |
| FDP                        | 03,8 %             | 1          | 02,4 % | 1                  |            |
| Wählergemeinschaft Land    | 10,6 %             | 2          | –      | –                  |            |
| Einzelbewerber Peter Leier | 00,8 %             | –          | –      | –                  |            |
| Insgesamt                  | 100 %              | 20         | 100 %  | 20                 |            |

### Bürgermeister
- seit 2011: Nico Schulz (CDU, ab 2020 Freie Wähler)

Bei der Bürgermeisterwahl am 3. Juni 2018 wurde Schulz mit 84,7 % der gültigen Stimmen wiedergewählt. Am 25. Mai 2025 wurde er mit 67,6 % der gültigen Stimmen ein weites Mal in seinem Amt bestätigt. Seine Amtszeit beträgt sieben Jahre.

### Ortschaftsrat
Der Ortschaftsrat vertritt die Interessen der Bürger der Ortschaft Osterburg. Die Ortschaftsratswahl am 9. Juni 2024 ergab folgendes Ergebnis:
| Partei / Liste  | Sitze | +/− |
| AfD             | 3     | + 2 |
| Freie Stadträte | 2     | + 2 |
| CDU             | 2     | - 1 |
| SPD             | 1     | ± 0 |
| LINKE           | 1     | - 2 |

### Wappen
Das Wappen wurde am 12. Juli 1995 durch das Regierungspräsidium Magdeburg genehmigt.
Gemäß Antrag vom 7. Juli 2009 erhält die neue Einheitsgemeinde Hansestadt Osterburg (Altmark) die Genehmigung zur Weiterführung des nachfolgend beschriebenen Wappens der aufgelösten Hansestadt Osterburg (Altmark). Die Genehmigung erteilte der Landkreis am 24. Juli 2009.
| Wappen von Osterburg | Blasonierung: „In Silber eine schräg ansteigende schwarzgefugte rote Zinnenmauer; das offene Tor mit hochgezogenem goldenen Fallgitter; hinter der Mauer zwei niedere innere und zwei höhere äußere Türme mit blauen goldbeknauften Kuppeldächern; zwischen den Türmen schwebend ein goldbewehrter roter Adler.“ |
| Wappen von Osterburg | Wappenbegründung: Das Wappen entstand wahrscheinlich aus einem Hauptsiegel aus dem 13. Jahrhundert sowie aus Siegeln des 14. Jahrhunderts, auf denen der Adler der askanischen Markgrafen über der viermal getürmten Stadtmauer mit geöffnetem Tor schwebt oder auf den inneren, niedrigeren Türmen steht. Der ursprünglich rote, brandenburgische Adler wurde 1887 zeitweilig in einen schwarzen, preußischen umgewandelt. |

Die Hansestadt Osterburg (Altmark) führt die Farben Rot - Silber (Weiß).

### Flagge
Die Flagge der Hansestadt Osterburg (Altmark) ist (1:1) Rot-Weiß-gestreift (Querform: Streifen waagerecht verlaufend, Längsform: Streifen senkrecht verlaufend) und mittig mit dem Stadtwappen belegt.

### Städtepartnerschaften
- Wieluń, Polen, 2000
- Oerlinghausen, Deutschland (Städtefreundschaft), 1991
- Soltau, Deutschland (Städtefreundschaft), 1991

## Sehenswürdigkeiten und Kultur

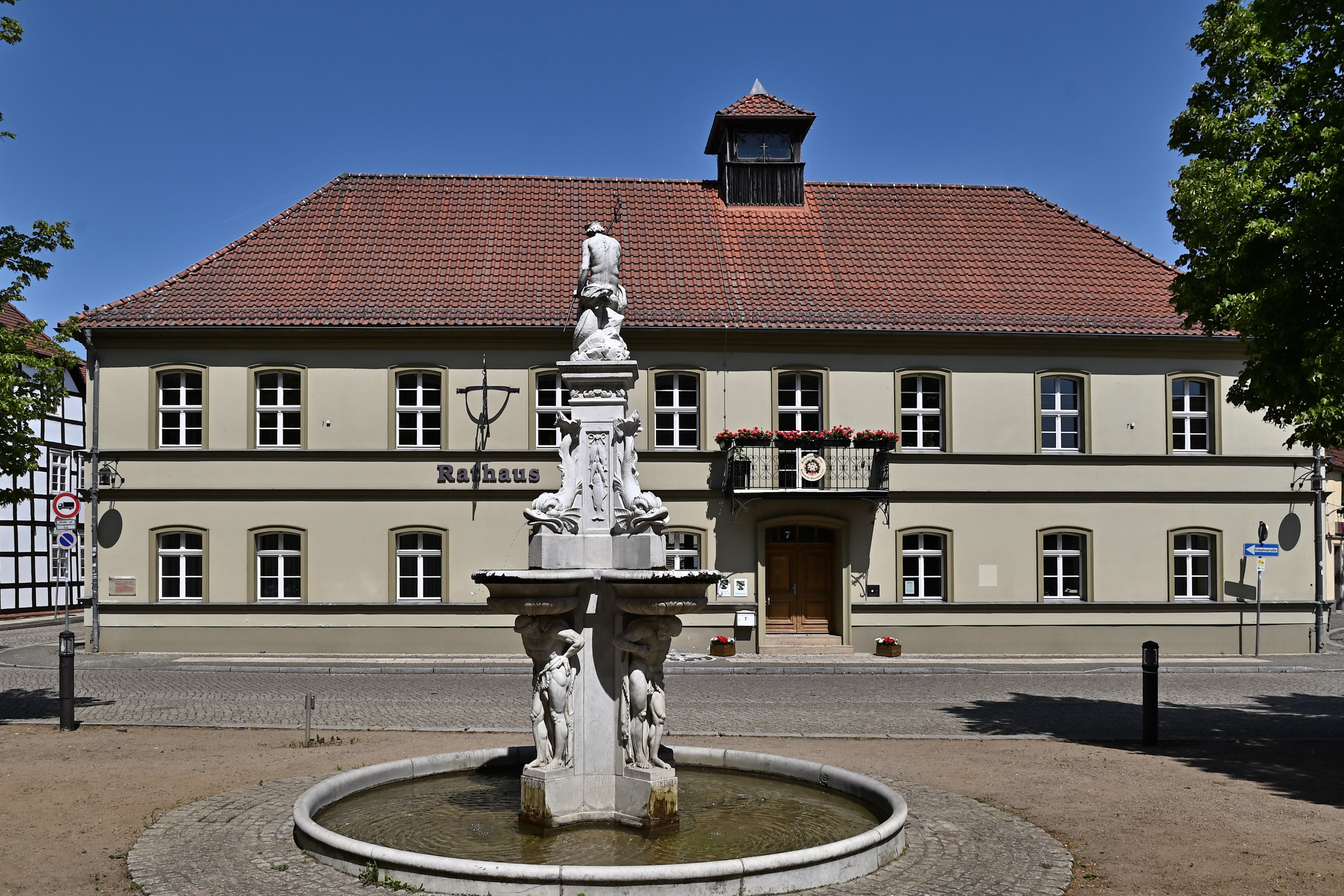
Rathaus mit Neptunbrunnen

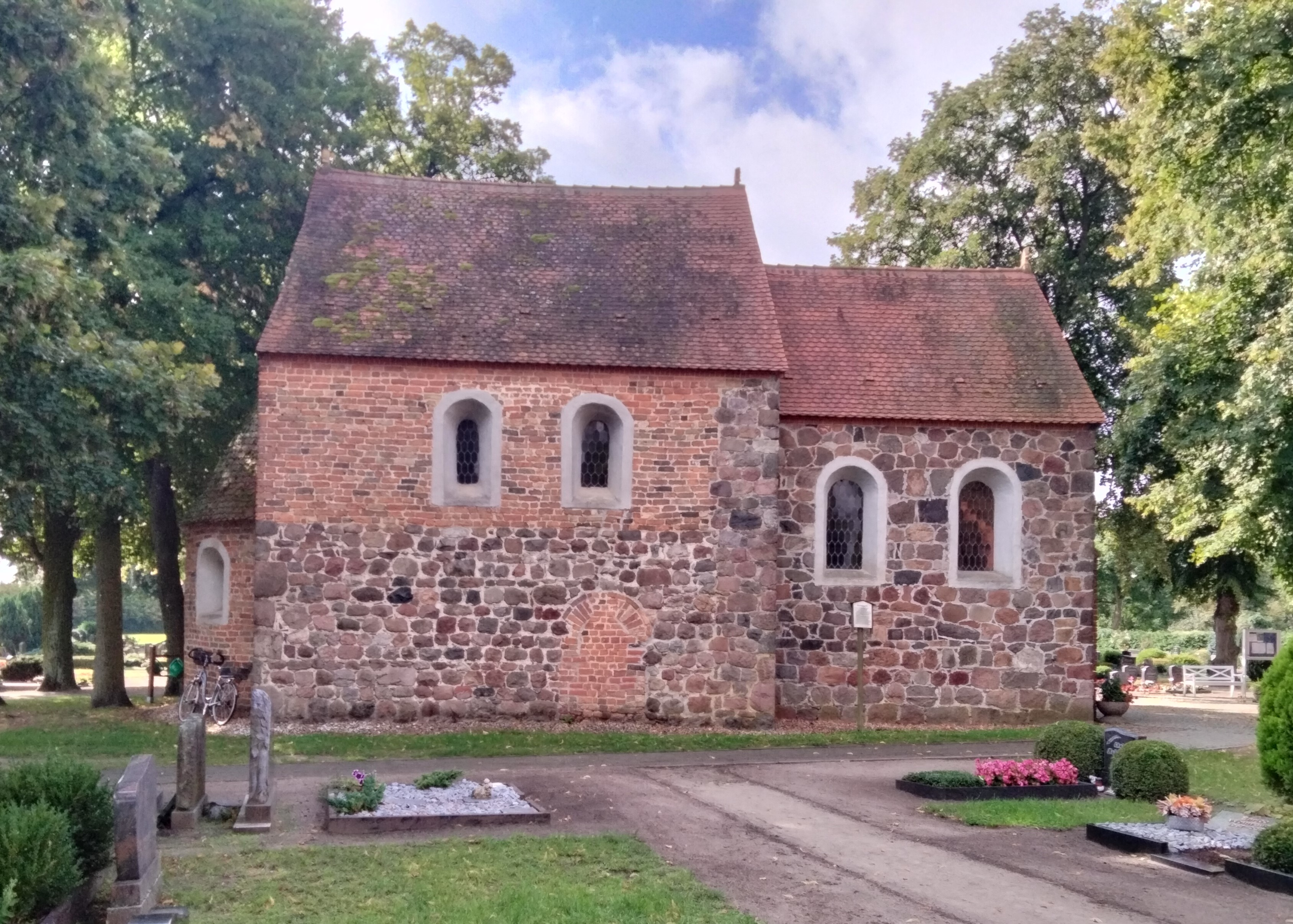
Martinskapelle

### Bauten
Da Osterburg im Dreißigjährigen Krieg verwüstet und 1761 durch eine Feuersbrunst zu zwei Dritteln zerstört wurde, sind nur wenige Gebäude aus der Zeit davor erhalten. Das Haus Breite Straße 49, unter dem Namen „Giebelhaus“ bekannt und heute unter Denkmalschutz, ist eines der wenigen Gebäude aus der Zeit vor 1761, das den Brand überstand. Von der Stadtmauer, die im 19. Jahrhundert abgetragen wurde, ist ein kleiner Rest auf dem Schulhof des Gymnasiums erhalten, während von den drei Stadttoren nur der Name und die Lage überliefert sind.
Nordöstlich der Altstadt steht auf dem Friedhof die Kapelle St. Martin, in deren Mauern Teile des Vorgängerbaues, erkennbar sind, der aus Bruchsteinen und kleinen Findlingen errichtet war. Die Kapelle stammt aus dem 12. Jahrhundert, wurde aber 1866 bei einem Umbau erheblich verändert. Sie ist benannt nach Martin von Tours und wird heute als evangelische Friedhofskapelle genutzt. Östlich des Friedhofs befindet sich eine flache Erhebung, die als „Burgwall“ bekannt ist und auf dem sich heute eine Kleingartenanlage ausdehnt, möglicherweise handelt es sich hier um den ältesten Siedlungskern Osterburgs.
Das Rathaus wurde 1771 erbaut, nachdem der Vorgängerbau wie auch der gegenüber stehende Ratskeller 1761 abgebrannt war, und 1879 sowie 1905 umgebaut. Auch die Fachwerkhäuser am Kleinen Markt, der die Breite Straße mit dem Rathaus verbindet, wurden nach dem Stadtbrand von 1761 neu errichtet. Gegenüber der Einmündung des Kleinen Marktes in die Breite Straße steht das steinerne Giebelhaus, das vor 1761 erbaut wurde und als eines der wenigen Häuser der Breiten Straße den Stadtbrand überstand.
Die evangelische Kirche St. Nicolai befindet sich an der Kirchstraße, sie ist benannt nach Nikolaus von Myra. Die Ursprünge dieser heute gotischen Hallenkirche reichen bis ins 12. Jahrhundert zurück. Weitere evangelisch-lutherische Kirchen befinden sich in zu Osterburg eingemeindeten Ortschaften.
Der Neptunbrunnen vor der Nicolaikirche wurde zu Beginn des 20. Jahrhunderts in Italien gestaltet und stand ursprünglich auf dem Gelände von Schloss Rönnebeck. Nachdem das Schloss 1947 von den damaligen Machthabern gesprengt wurde, stellte man den Brunnen 1950 vor der Kirche auf.
Das 1936 gegründete Kreismuseum Osterburg befindet sich in einem Fachwerkhaus von 1762. Die Stadt- und Kreisbibliothek ist im Kreyenbergschen Haus am Großen Markt untergebracht, einem Fachwerkbau von 1770.
Die katholische Kirche St. Joseph befindet sich an der Wallpromenade, sie wurde 1928 nach Plänen von Kurt Matern erbaut und nach Josef von Nazaret benannt.
Der Ortsteil Krumke ist wegen seines Schlosses und seines Parks, eines englischen Landschaftsgartens, bekannt.
Am 4. Mai 2024 wurde das „Spargel-Denkmal“ zu Ehren August Huchels enthüllt. Das Denkmal ist eine Bronzestatue, die einen gedeckten Tisch mit Spargelstangen im Korb darstellt.

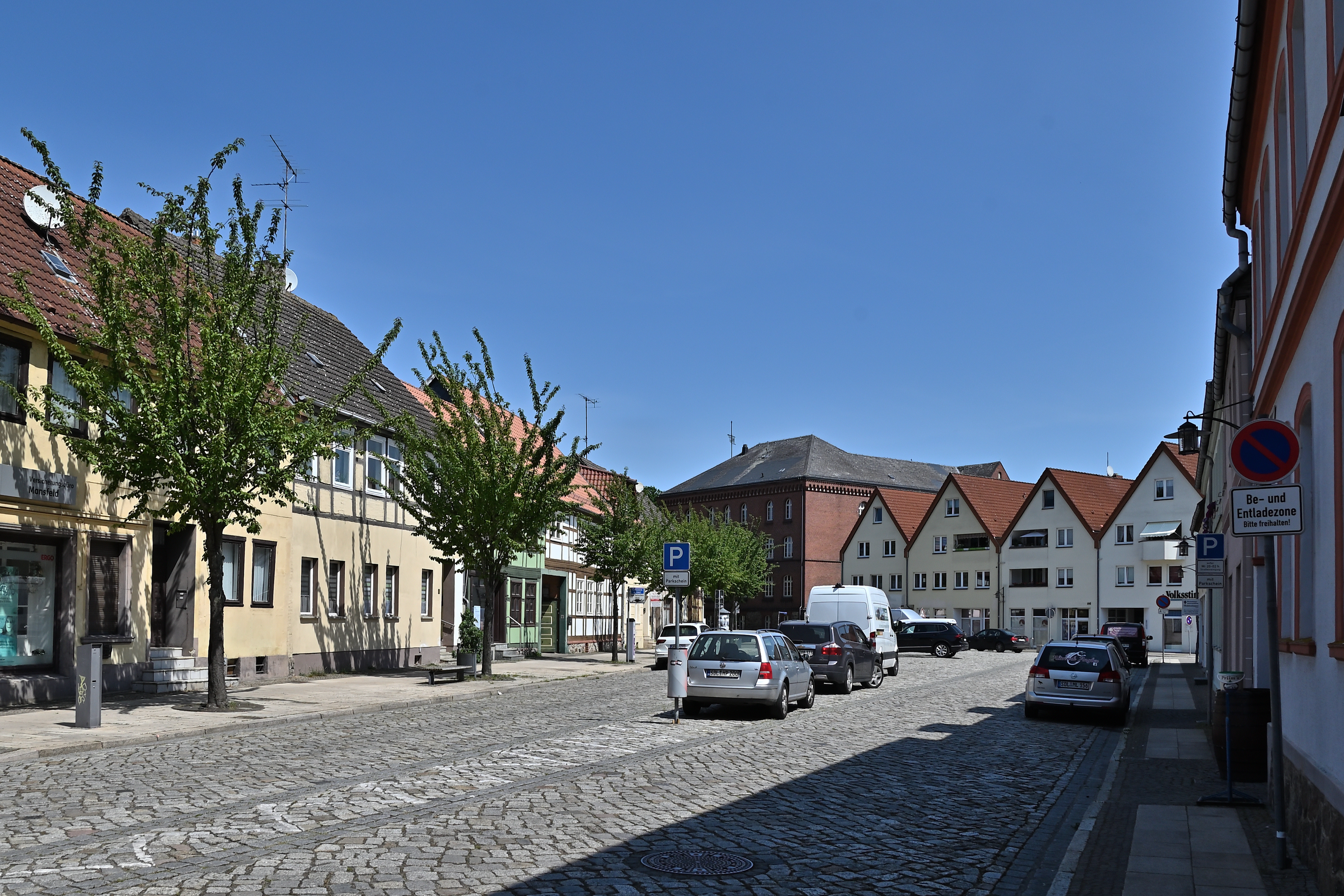
Großer Markt
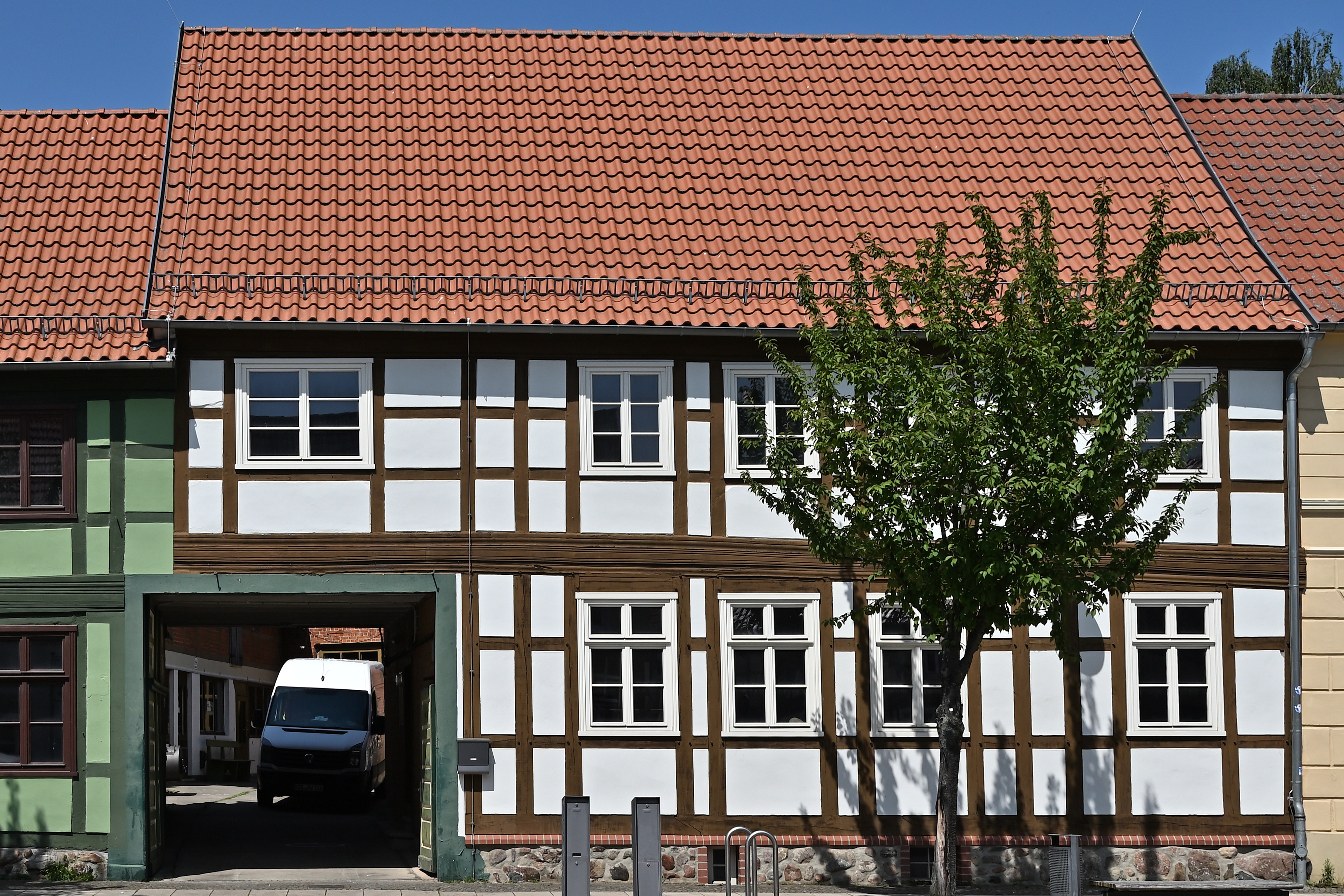
Fachwerkhaus am Großen Markt
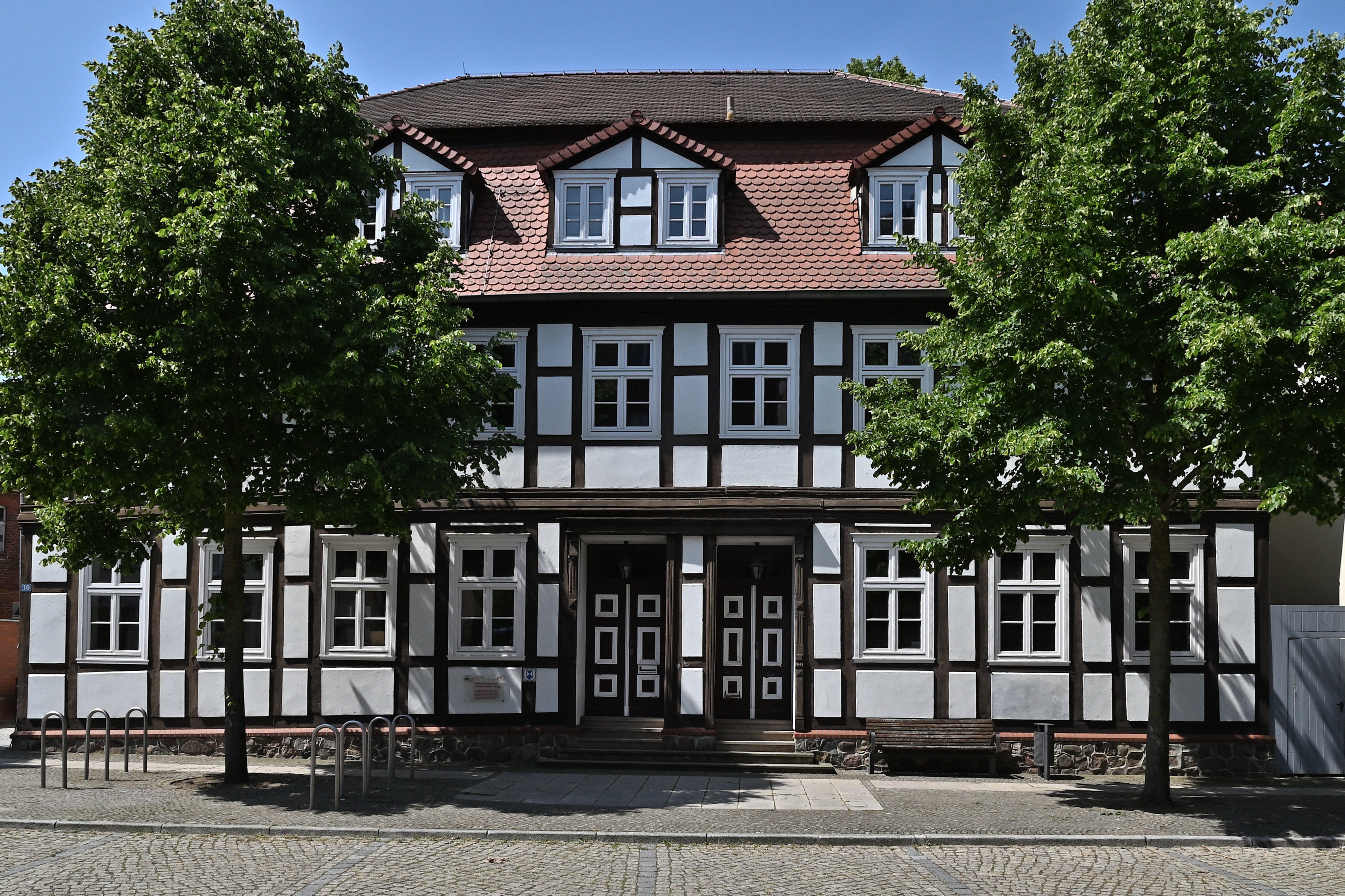
Bibliothek
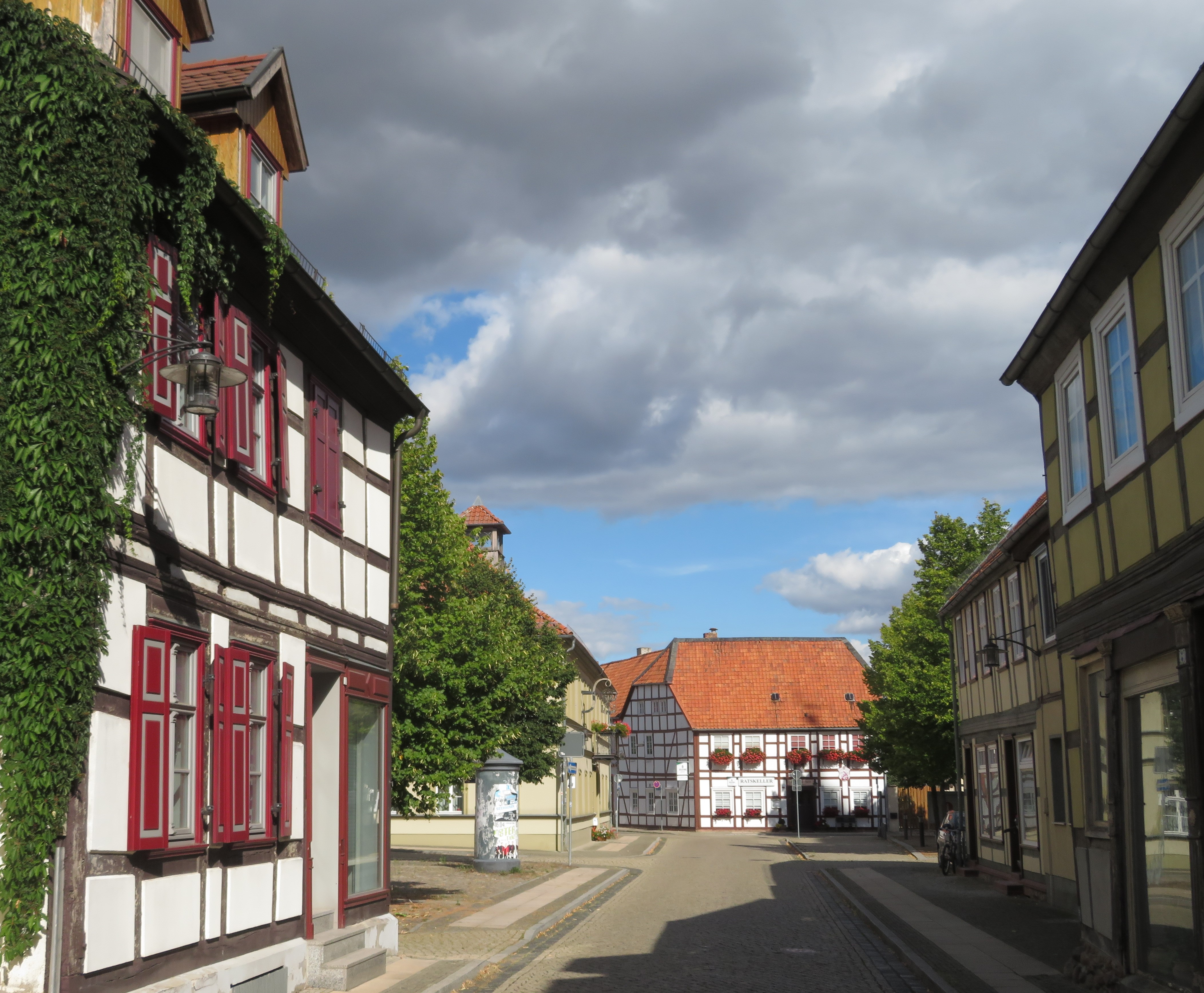
Kleiner Markt
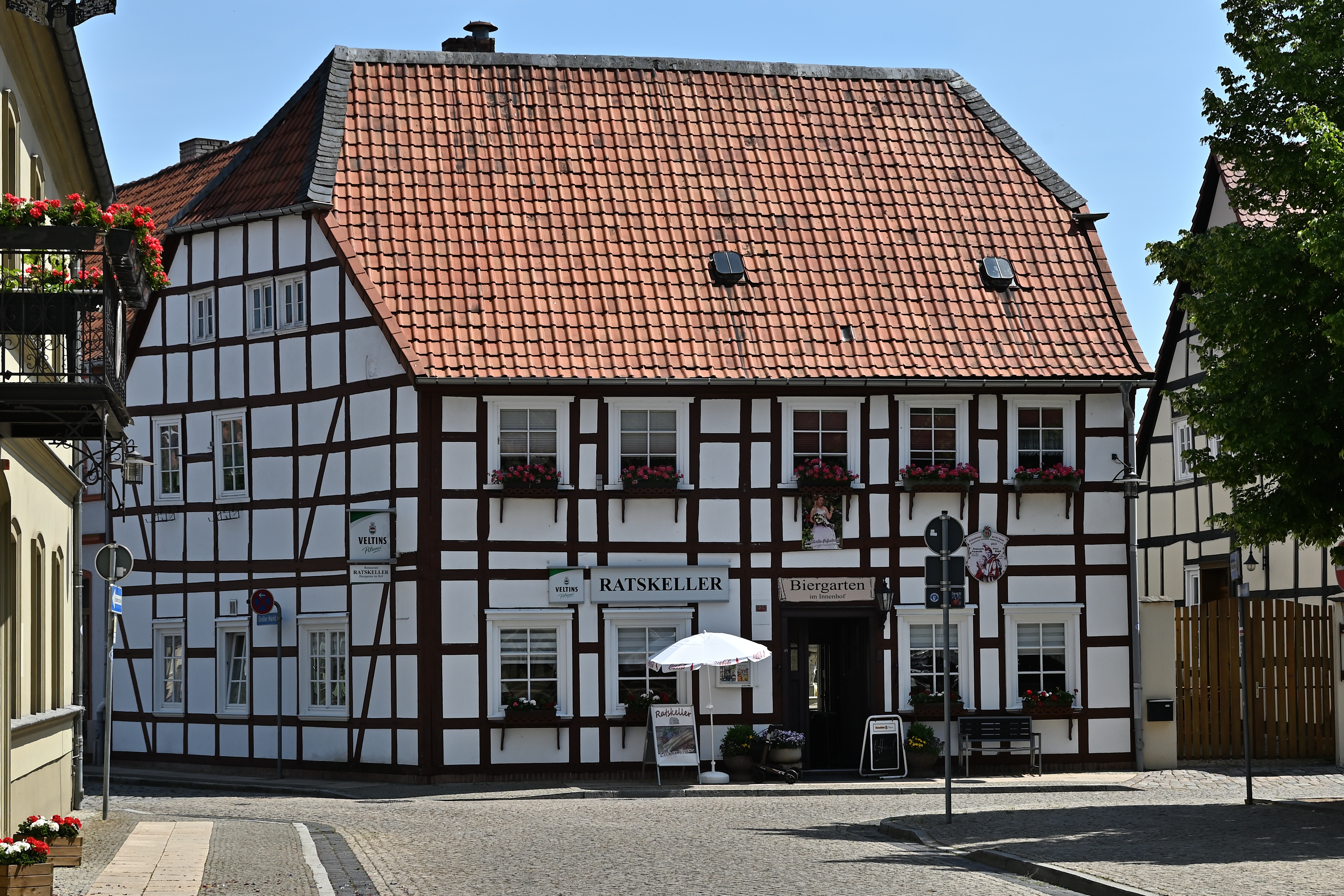
Ratskeller
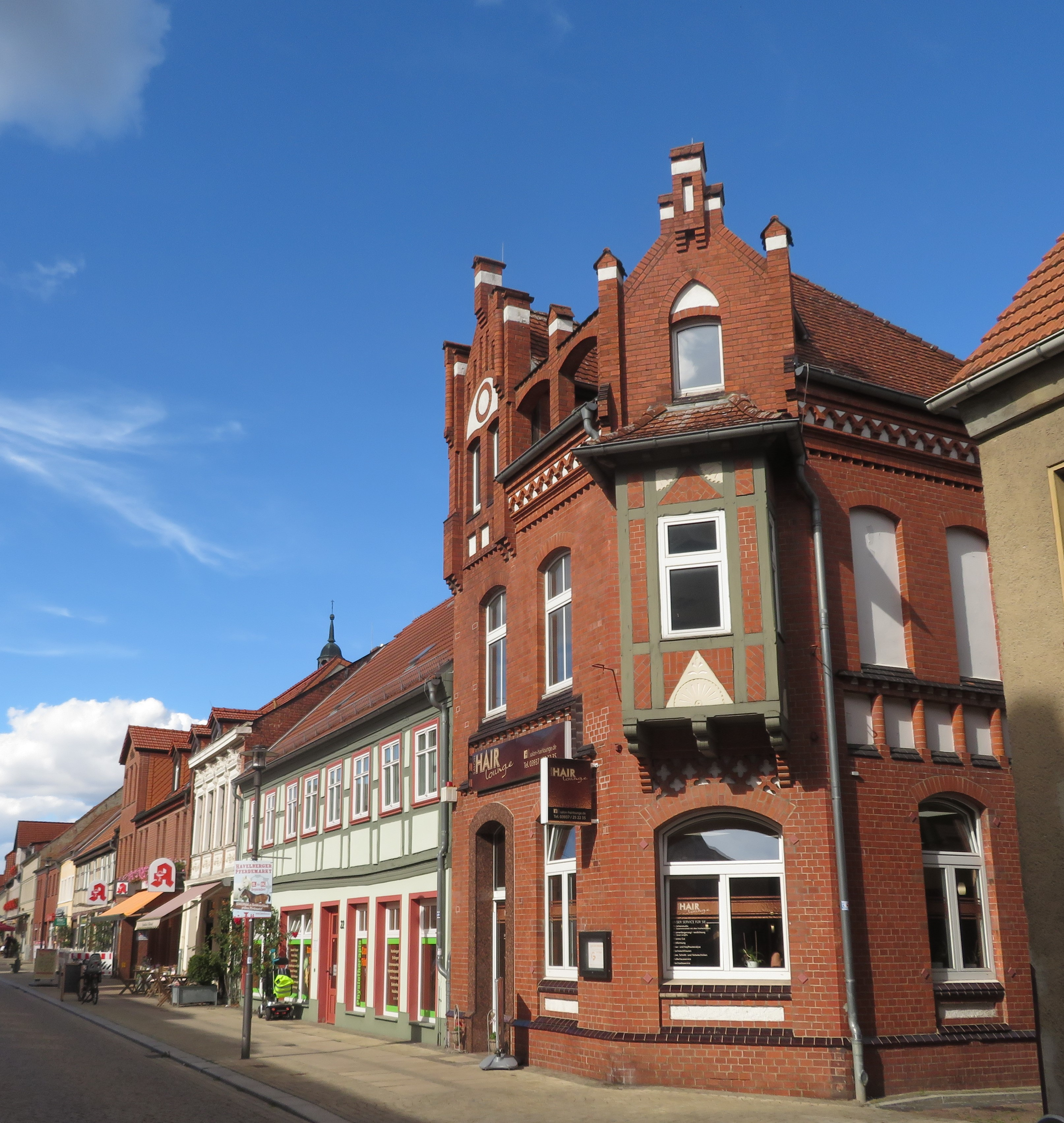
Breite Straße, östliche Seite
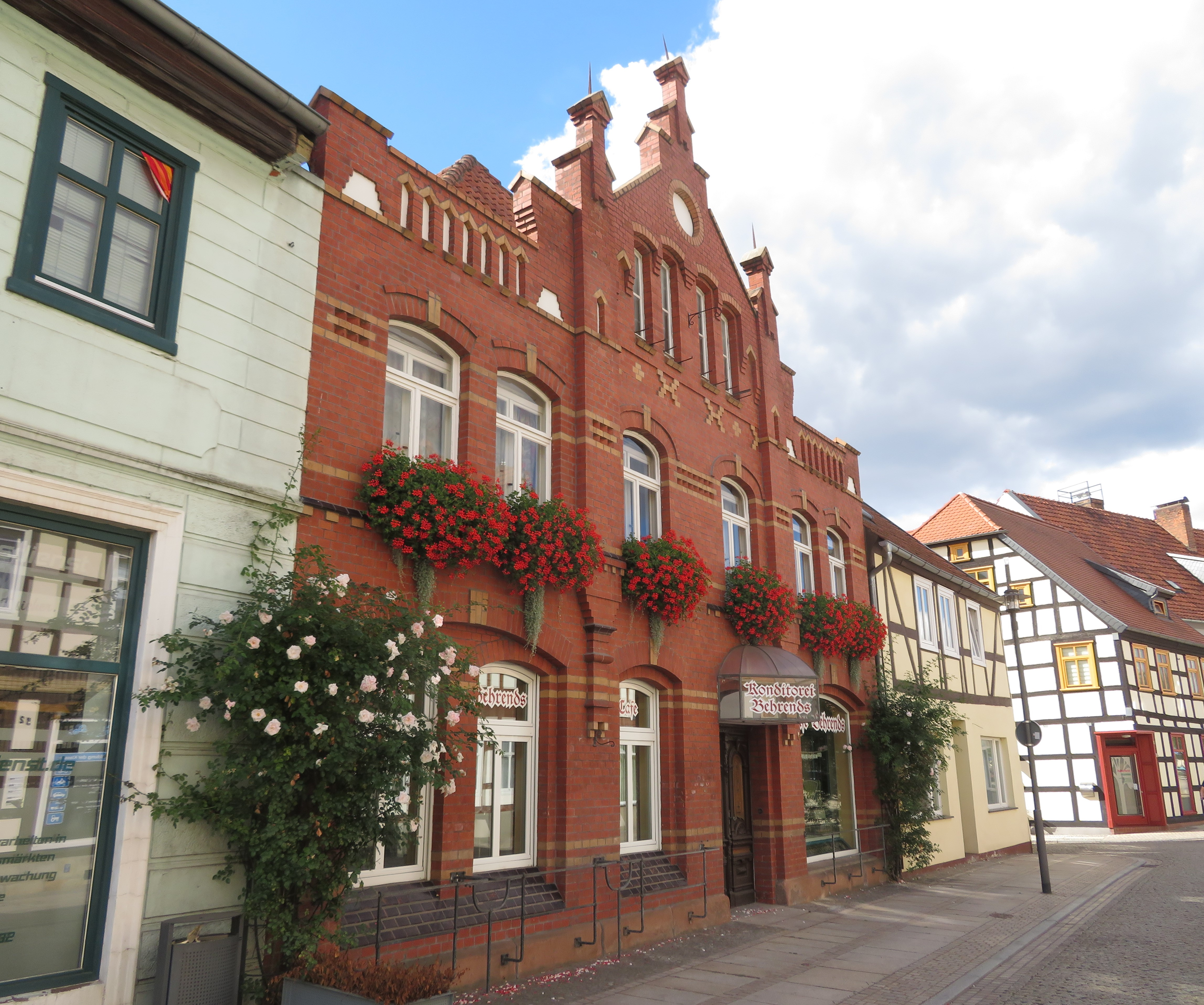
Breite Straße, westliche Seite
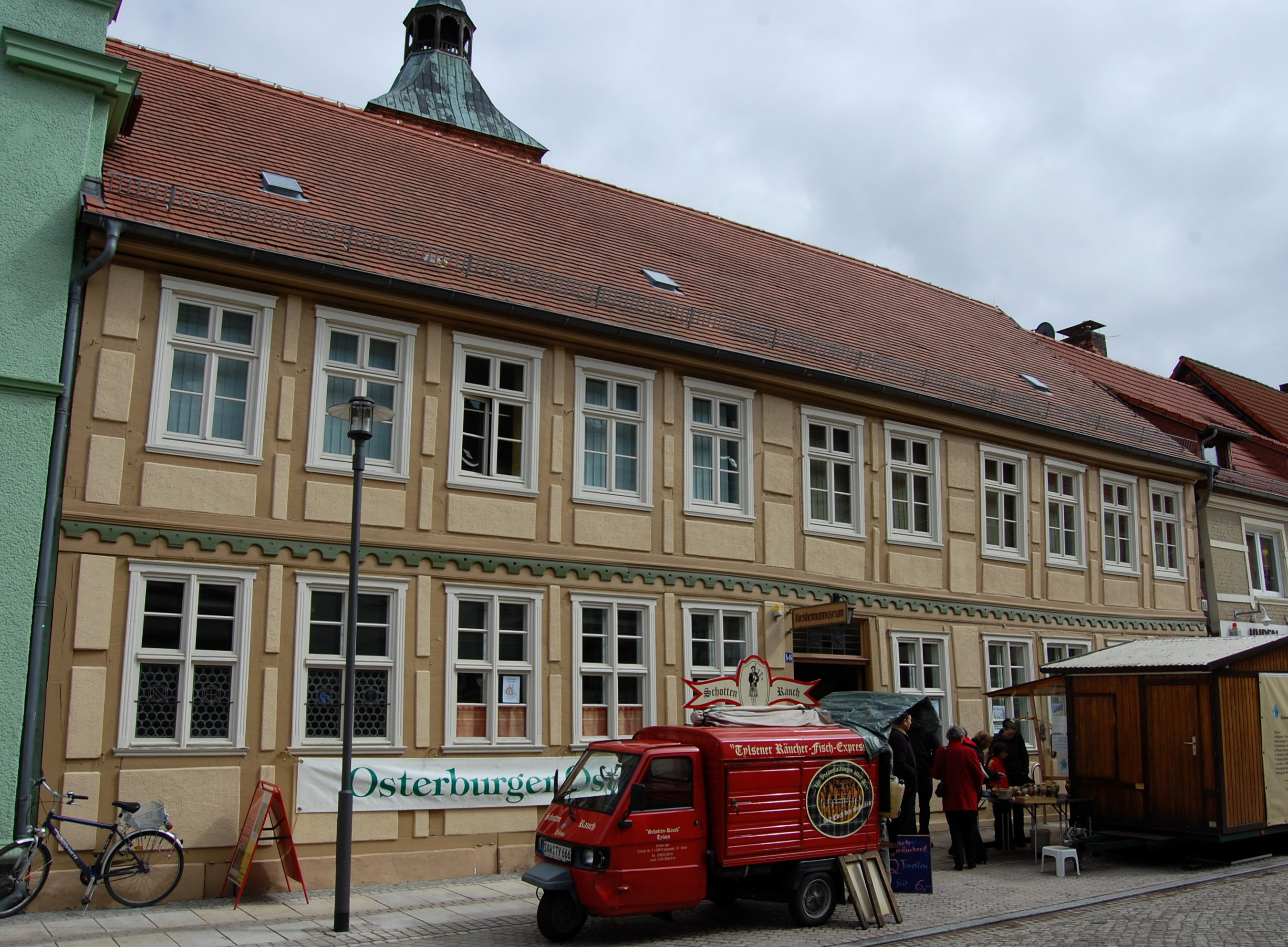
Kreismuseum
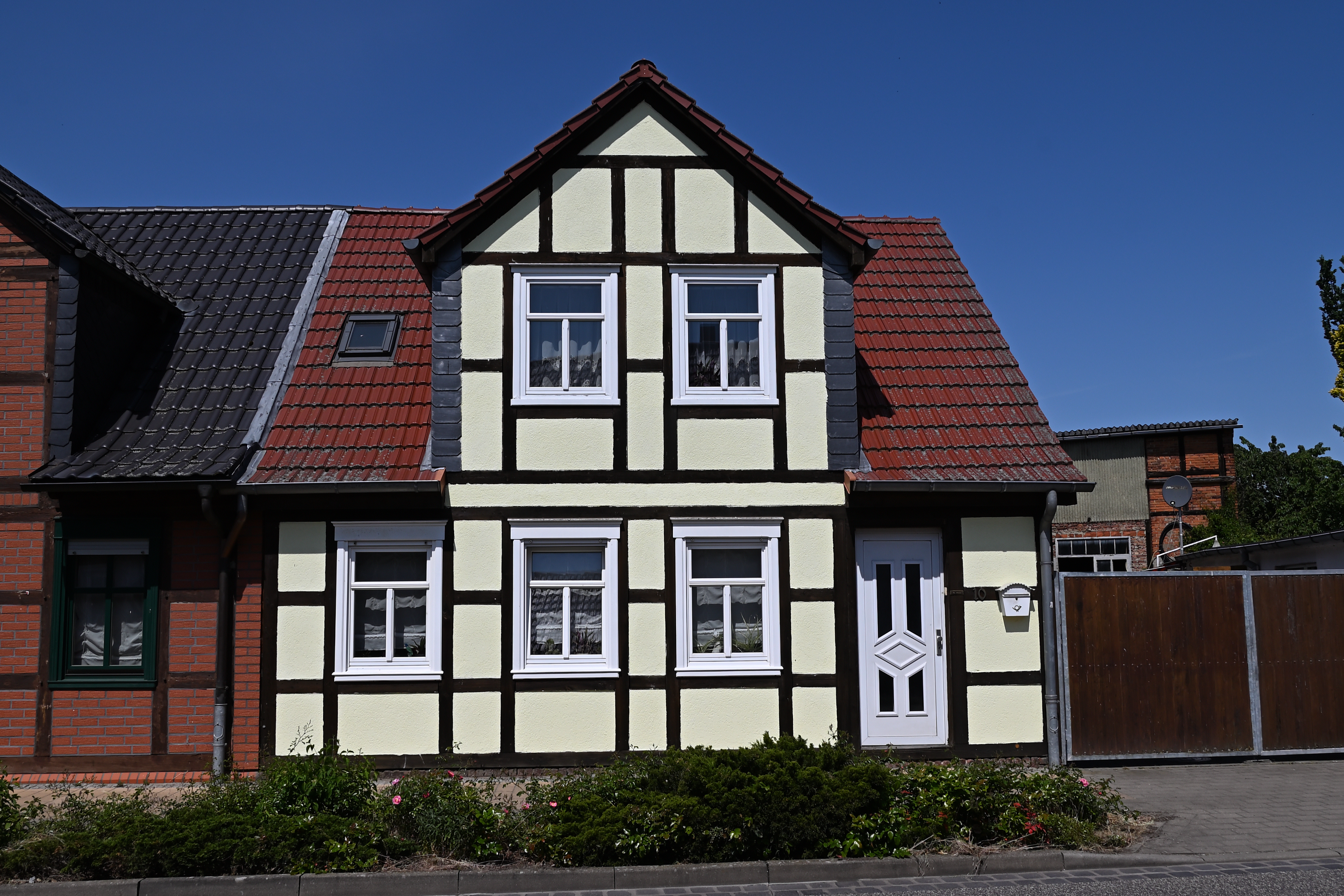
Fachwerkhaus in der Ballerstedter Straße
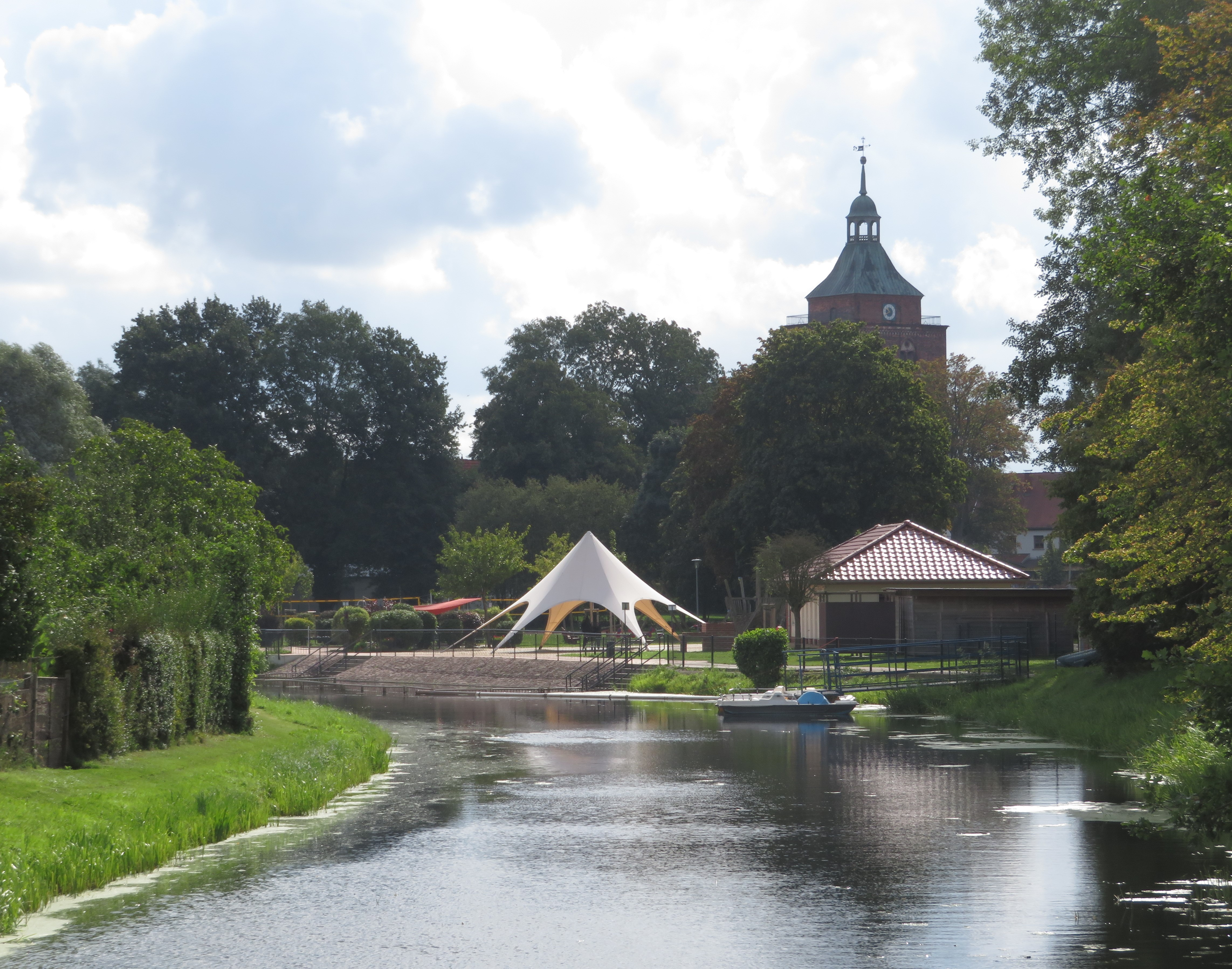
Biesebad

### Gedenkstätten
- Gedenkstätte von 1980 Am Weinberg für die Opfer des Faschismus

### Veranstaltungen
Osterburg gilt in der Altmark als eine Hochburg des Karnevals. Seit 1974 veranstaltet die Osterburger Carnevals Gesellschaft e. V. in Osterburg und Umgebung verschiedene Auftritte, einer davon führte zu befreundeten Vereinen in Namibia. Seit 1994 findet jährlich ein Faschingsumzug mit vielen Zuschauern statt.
In Osterburg findet seit 2010 auf dem Gelände der Landessportschule im Rahmen des Sparkassen-Cups jährlich das Made in Germany Festival statt, bei dem an einem Tag deutsche Solisten/Gruppen mit deutschen Liedern auftreten.

## Wirtschaft und Infrastruktur

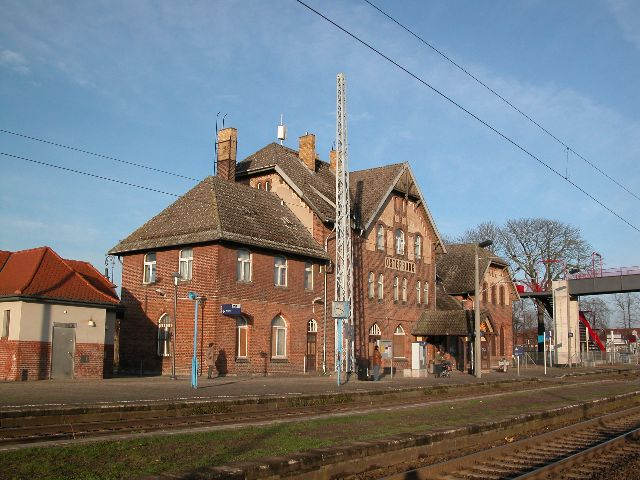
Bahnhof Osterburg (2006)

Im Ortsteil Dequede befindet sich der Fernsehturm Dequede.

### Verkehr
Durch Osterburg führte die B 189 von Stendal nach Wittenberge, die aber nun als Umgehungsstraße westlich der Stadt verläuft.
Der Bahnhof Osterburg liegt an der Strecke Magdeburg–Stendal–Wittenberge und wird von der Linie S1 (Schönebeck-Salzelmen–Magdeburg–Stendal–Wittenberge) der S-Bahn Mittelelbe im Stundentakt bedient. Bis 1975 war Osterburg Ausgangspunkt der Kleinbahn nach Pretzier.

### Bildung

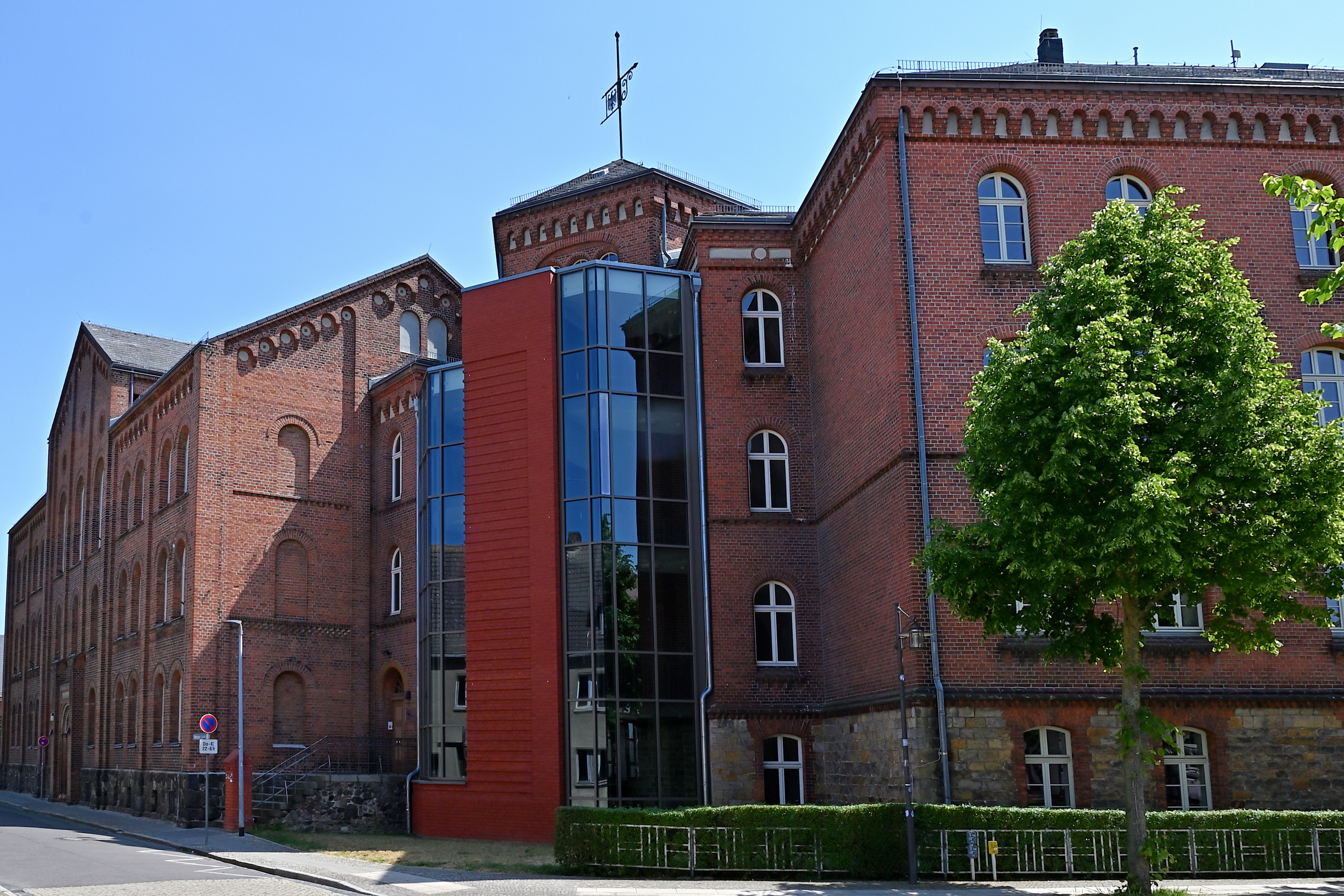
Markgraf-Albrecht-Gymnasium (2023)

Die Grundschule ist die größte in der Umgebung von Osterburg (Verwaltungsgemeinschaften Osterburg sowie Arneburg-Goldbeck). Außerdem gibt es eine Sekundarschule „Karl Marx“, das Markgraf-Albrecht-Gymnasium, welches rund 1000 Schüler unterrichtet, und die Förderschule für Lernbehinderte „Anne Frank“.
Markgraf-Albrecht-Gymnasium
Das Markgraf-Albrecht-Gymnasium (MAG) ist nach dem Markgrafen Albrecht der Bär benannt. Im Gebäudekomplex des MAG befand sich früher  das Lehrerseminar Osterburg. Das Gymnasium ist durch sein Engagement im kulturellen (Comenius-Projekt), im sportlichen (Tischtennis, Volleyball und Handball) und im sozialen Bereich (Schulsanitätsdienst) sowie durch seine Geschichts-AG bekannt. Es ist eine öffentliche Schule des gymnasialen Bildungsweges in Sachsen-Anhalt.

### Sport
In Osterburg befindet sich die Landessportschule Sachsen-Anhalt. Die Stadt war zudem Austragungsort der Fußball-Weltmeisterschaft 2006 der Menschen mit geistiger Behinderung. Das bereits im 19. Jahrhundert gegründete Biesebad ist eine der wenigen erhaltenen Flussbadeanstalten Deutschlands und befindet sich am gleichnamigen Fluss im Nordwesten des Stadtzentrums.

## Persönlichkeiten

### Söhne und Töchter der Stadt
- Caspar Sagittarius (1597–1667), Pädagoge und Geistlicher
- Friedrich Wilhelm Weidemann (1668–1750), Hofmaler des preußischen Königs Friedrich I.
- Franz Ludwig Güssefeld (1744–1808), Kartograf
- Christian Ludwig Paalzow (1753–1824), Jurist und Schriftsteller
- Karl Steinhart (1801–1872), Philologe, geboren in Dobbrun
- Richard Armstedt (1851–1931), Historiker und Philologe in Königsberg
- Franz Luis Karl Schulze (1856–1924), Kapitän
- Paul Brecht (1861–1952), Mediziner
- Julius Richter (1862–1940), Missionswissenschaftler, geboren in Ballerstedt
- Emil Rungwerth (1864–1945), Heimatforscher und Pädagoge
- Hermann Lindemann (1880–1952), Jurist, 1942 bis 1945 Bürgermeister von Verden
- Georg Lindemann (1884–1963), Generaloberst der Wehrmacht
- Erich Danehl (1887–1954), Polizeipräsident, Politiker (SPD)
- Erna Duhm (1923–2017), Psychologin und Hochschullehrerin
- Wolfgang Abraham (1942–2013), Fußballspieler
- Jürgen Eichhorn (* 1942), Mathematiker und Hochschullehrer
- Barbara Alms (* 1945), Museumsleiterin
- Monika Barth (* 1945), Schauspielerin und Fotografin
- Wilfried Hofmann (1947–2012), Politiker (FDP)
- Thomas Rühmann (* 1955), Schauspieler
- Martina Guse (* 1962), Schauspielerin
- Gunnar Solka (* 1970), Schauspieler
- Jan Scharfenort (* 1972), Politiker (AfD), Landtagsabgeordneter
- Nico Schulz (* 1973), Politiker (Freie Wähler), Landtagsabgeordneter, Bürgermeister Osterburgs
- Alexander Wolff (* 1976), Künstler
- Dominique Siassia (* 1979), Schauspielerin
- Sascha Kokot (* 1982), Schriftsteller
- Robert Reck (* 1983), Politiker (parteilos), Oberbürgermeister von Dessau-Roßlau

### Personen, die mit der Stadt in Verbindung stehen
- Christoph Entzelt (1517–1583), evangelischer Theologe und Historiker, langjähriger Pastor in Osterburg
- Ernst von Jagow (1853–1930), Landrat des Kreises Osterburg
- Paul Lipke (1870–1955), Schachmeister, lebte in Osterburg
- Regina Jeske (* 1944), Schauspielerin, wuchs in Osterburg auf
- Johann Joachim Winckelmann (1717–1768), Altertumswissenschaftler, 1740/41 Hauslehrer in Osterburg